# Guillaume Bonnafond
Guillaume Bonnafond (Valence, 1987. június 23. –) francia profi kerékpáros. 2018-ban visszavonult a versenyzéstől.

## Eredményei
2005
1., összetettben - Tour du Valromey - Junior
3., összetettben - Tour de Lorraine - Junior
2007
3. - GP des Vins du Brulhois
2008
1., összetettben - Ronde de l'Isard d'Ariège
1., 4. szakasz
1., összetettben - Tour des Pays de Savoie
1., 2. szakasz
1., 3. szakasz
2. - Berner Rundfahrt
2. - GP Cristal Energie
3. - Flèche Ardennaise
3. - Piccolo Giro di Lombardia
2012
2., összetettben - Paris - Corréze
7., összetettben - Tour de l'Ain

## Grand Tour eredményei
| Grand Tour | 2009 | 2010    | 2011 | 2012 | 2013 |
| ---------- | ---- | ------- | ---- | ---- | ---- |
| Giro       | 87.  | feladta | -    | 90.  |      |
| Tour       | -    | -       | -    | -    |      |
| Vuelta     | -    | 58.     | 26.  | -    |      |